# Courtonne-la-Meurdrac
Courtonne-la-Meurdrac est une commune française, située dans le département du Calvados en région Normandie, peuplée de 684 habitants.

## Géographie

### Hydrographie
La commune est située dans le bassin Seine-Normandie. Elle est drainée par la Courtonne, le ruisseau de Courtonnel, le ruisseau de la Boulaie, le cours d'eau 01 de la Lescrais, le cours d'eau 01 du Touffard, le Douet du Valétable, le ruisseau de la Fresnellerie, le ruisseau du Liegeard, le cours d'eau 03 de la commune de Courtonne-la-Meurdrac, le ruisseau d'Enfernelle, le ruisseau de la Trabière et divers autres petits cours d'eau,.
La Courtonne, d'une longueur de 17 km, prend sa source dans la commune de Saint-Mards-de-Fresne et se jette  dans l'Orbiquet à Glos, après avoir traversé six communes. 

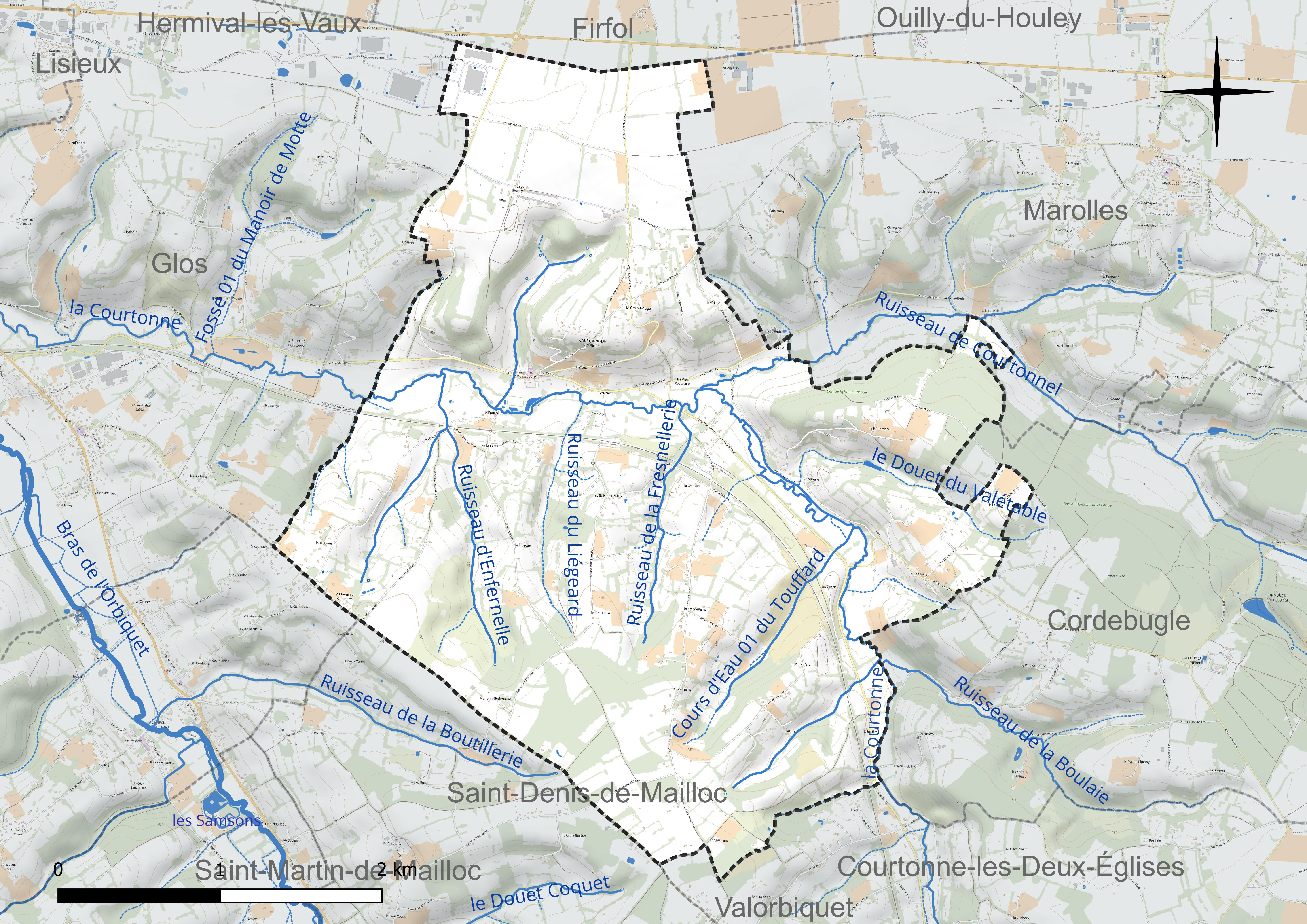
Réseau hydrographique de Courtonne-la-Meurdrac.

### Climat
Pour des articles plus généraux, voir Climat de la Normandie et Climat du Calvados.
En 2010, le climat de la commune est de type climat océanique altéré, selon une étude du CNRS s'appuyant sur une série de données couvrant la période 1971-2000. En 2020, Météo-France publie une typologie des climats de la France métropolitaine dans laquelle la commune est exposée à un climat océanique et est dans la région climatique  Côtes de la Manche orientale, caractérisée par un faible ensoleillement (1 550 h/an) ; forte humidité de l'air (plus de 20 h/jour avec humidité relative > 80 % en hiver), vents forts fréquents. Parallèlement le GIEC normand, un groupe régional d'experts sur le climat, différencie quant à lui, dans une étude de 2020, trois grands types de climats pour la région Normandie, nuancés à une échelle plus fine par les facteurs géographiques locaux. La commune est, selon ce zonage, exposée à un « climat contrasté des collines », correspondant au Pays d'Auge, Lieuvin et Roumois, moins directement soumis aux flux océaniques et connaissant toutefois des précipitations assez marquées en raison des reliefs collinaires qui favorisent leur formation.
Pour la période 1971-2000, la température annuelle moyenne est de 10,4 °C, avec  une amplitude thermique annuelle de 13,6 °C. Le cumul annuel moyen de précipitations est de 840 mm, avec 12,8 jours de précipitations en janvier et 8,2 jours en juillet. Pour la période 1991-2020, la température moyenne annuelle observée sur la station météorologique la plus proche, située sur la commune de Lisieux à 7 km à vol d'oiseau, est de 11,7 °C et le cumul annuel moyen de précipitations est de 881,4 mm,. Pour l'avenir, les paramètres climatiques de la commune estimés pour 2050 selon différents scénarios d'émission de gaz à effet de serre sont consultables sur un site dédié publié par Météo-France en novembre 2022.

## Urbanisme

### Typologie
Au 1er janvier 2024, Courtonne-la-Meurdrac est catégorisée commune rurale à habitat dispersé, selon la nouvelle grille communale de densité à 7 niveaux définie par l'Insee en 2022.
Elle appartient à l'unité urbaine de Lisieux, une agglomération intra-départementale dont elle est une commune de la banlieue,. Par ailleurs la commune fait partie de l'aire d'attraction de Lisieux, dont elle est une commune de la couronne,. Cette aire, qui regroupe 57 communes, est catégorisée dans les aires de 50 000 à moins de 200 000 habitants,.

### Occupation des sols
L'occupation des sols de la commune, telle qu'elle ressort de la base de données européenne d'occupation biophysique des sols Corine Land Cover (CLC), est marquée par l'importance des territoires agricoles (89,6 % en 2018), une proportion identique à celle de 1990 (89,6 %). La répartition détaillée en 2018 est la suivante : 
prairies (70,9 %), terres arables (11,1 %), forêts (10,4 %), zones agricoles hétérogènes (7,6 %). L'évolution de l'occupation des sols de la commune et de ses infrastructures peut être observée sur les différentes représentations cartographiques du territoire : la carte de Cassini (XVIIIe siècle), la carte d'état-major (1820-1866) et les cartes ou photos aériennes de l'IGN pour la période actuelle (1950 à aujourd'hui).

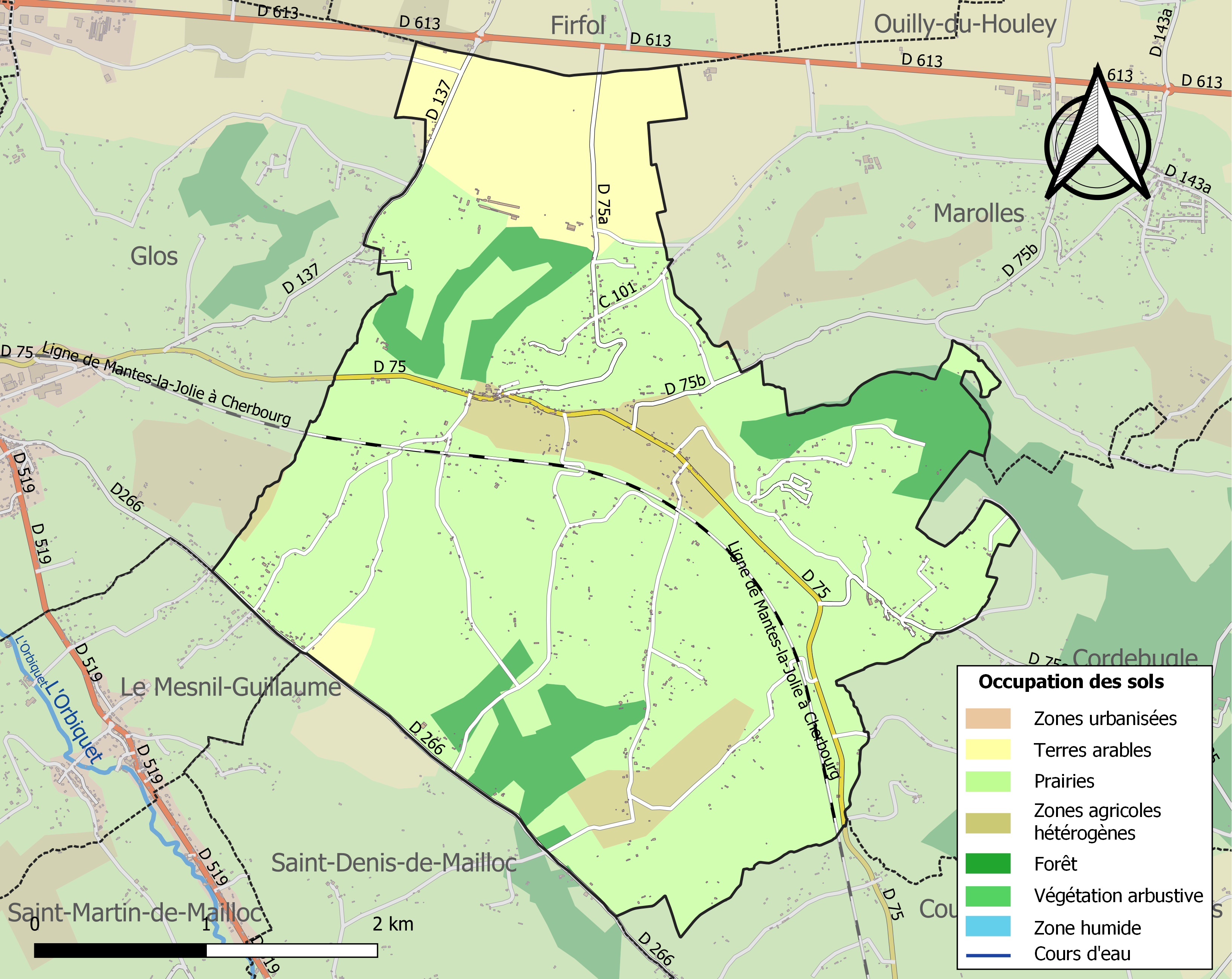
Carte des infrastructures et de l'occupation des sols de la commune en 2018 (CLC).

## Toponymie
Le nom de la localité est attesté sous les formes Cortona 1264 dans le cartulaire de Friardel, ch. 238 ; Cortonne en 1248 (cartulaire norm. n° 470, p. 78) ; Cortona la Murdach en 1225 ; Corthonne la Murdrac en 1320.
Le toponyme, Courtonne, correspond à un hydronyme en -onna, élément pré-latin, utilisé fréquemment pour former des noms de fleuves et de rivières. La rivière Courtonne traverse le village.
« Le surnom la-Meurdrac lui vient d'une famille Murdrac ou Meurdrac, qui figura dans l'histoire de Normandie dès les temps les plus anciens. En 1080, Robert Meurdrac souscrivait à une charte de Guillaume en faveur de Saint-Évroult »,. Le nom de famille Meurdrac est issu de l'Iro-norvégien Muirteach,.

## Politique et administration
| Période                                  | Période        | Identité           | Étiquette | Qualité                                            |
| ---------------------------------------- | -------------- | ------------------ | --------- | -------------------------------------------------- |
| 1977                                     | 1989           | Jacques Auzoux     |           | Métallurgiste                                      |
| 1989                                     | septembre 2003 | Thierry Le Cordier |           | Facteur                                            |
| septembre 2003                           | mars 2014      | Jacques d'Halluin  | SE        | VRP                                                |
| mars 2014                                | En cours       | Éric Boisnard      | SE        | Formateur en gestion et administration des mairies |
| Les données manquantes sont à compléter. |                |                    |           |                                                    |

## Démographie
L'évolution du nombre d'habitants est connue à travers les recensements de la population effectués dans la commune depuis 1793. Pour les communes de moins de 10 000 habitants, une enquête de recensement portant sur toute la population est réalisée tous les cinq ans, les populations de référence des années intermédiaires étant quant à elles estimées par interpolation ou extrapolation. Pour la commune, le premier recensement exhaustif entrant dans le cadre du nouveau dispositif a été réalisé en 2006.
En 2022, la commune comptait 684 habitants, en évolution de +3,64 % par rapport à 2016 (Calvados : +1,58 %, France hors Mayotte : +2,11 %).
| 1793 | 1800 | 1806 | 1821 | 1831 | 1836 | 1841 | 1846 | 1851 |
| ---- | ---- | ---- | ---- | ---- | ---- | ---- | ---- | ---- |
| 978  | 971  | 922  | 942  | 902  | 877  | 872  | 827  | 775  |

| 1856 | 1861 | 1866 | 1872 | 1876 | 1881 | 1886 | 1891 | 1896 |
| ---- | ---- | ---- | ---- | ---- | ---- | ---- | ---- | ---- |
| 720  | 709  | 653  | 614  | 521  | 519  | 533  | 525  | 493  |

| 1901 | 1906 | 1911 | 1921 | 1926 | 1931 | 1936 | 1946 | 1954 |
| ---- | ---- | ---- | ---- | ---- | ---- | ---- | ---- | ---- |
| 483  | 471  | 481  | 454  | 480  | 472  | 465  | 517  | 570  |

| 1962 | 1968 | 1975 | 1982 | 1990 | 1999 | 2006 | 2011 | 2016 |
| ---- | ---- | ---- | ---- | ---- | ---- | ---- | ---- | ---- |
| 541  | 538  | 445  | 569  | 609  | 654  | 691  | 692  | 660  |

| 2021 | 2022 | - | - | - | - | - | - | - |
| ---- | ---- | - | - | - | - | - | - | - |
| 674  | 684  | - | - | - | - | - | - | - |

## Lieux et monuments
- L'église Saint-Ouen inscrite au titre des monuments historiques par arrêté du 19 juillet 1926[37].
- La chambre de Charité partiellement inscrite au titre des monuments historiques par arrêté du 29 29 octobre 1971[38].
- Le manoir d'Anfernel partiellement inscrit au titre des monuments historiques par arrêté du 4 juillet 1980[39].
- Le château de Gouvix du XVIIIe siècle.
- Le château du Houlley du XVIIe siècle inscrit au titre des monuments historiques depuis le 20 décembre 1965[40].
- Vestiges de l'ancien château féodal de Courtonne, au sud-est de l'église. Les restes de l'enceinte, d'un manoir de la fin du XIVe ou  XVe siècle, occupée aujourd'hui par une exploitation agricole. Il en subsiste la face nord qui était flanquée de tours rondes aux angles et près de la porte[41].

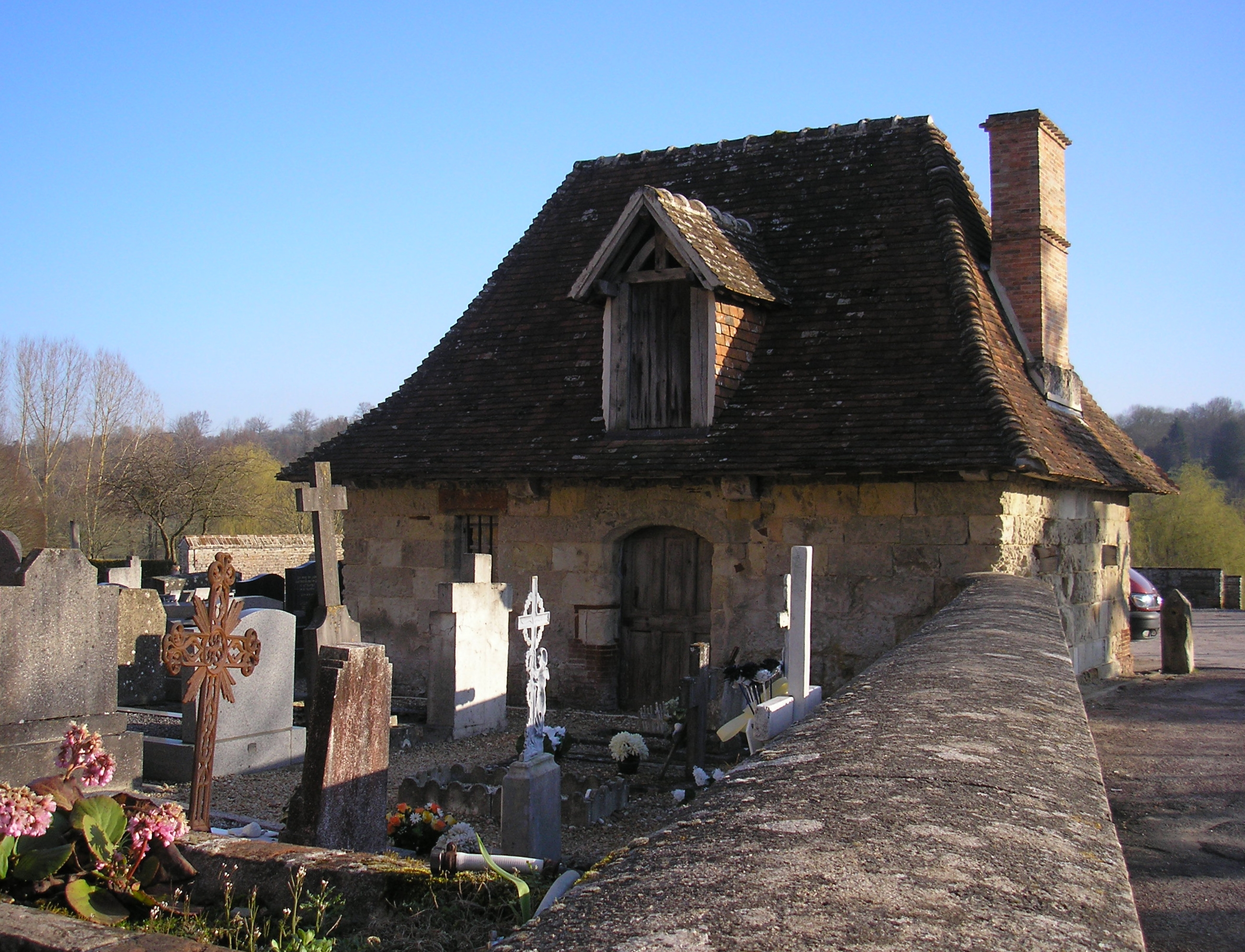
La chambre de Charité.
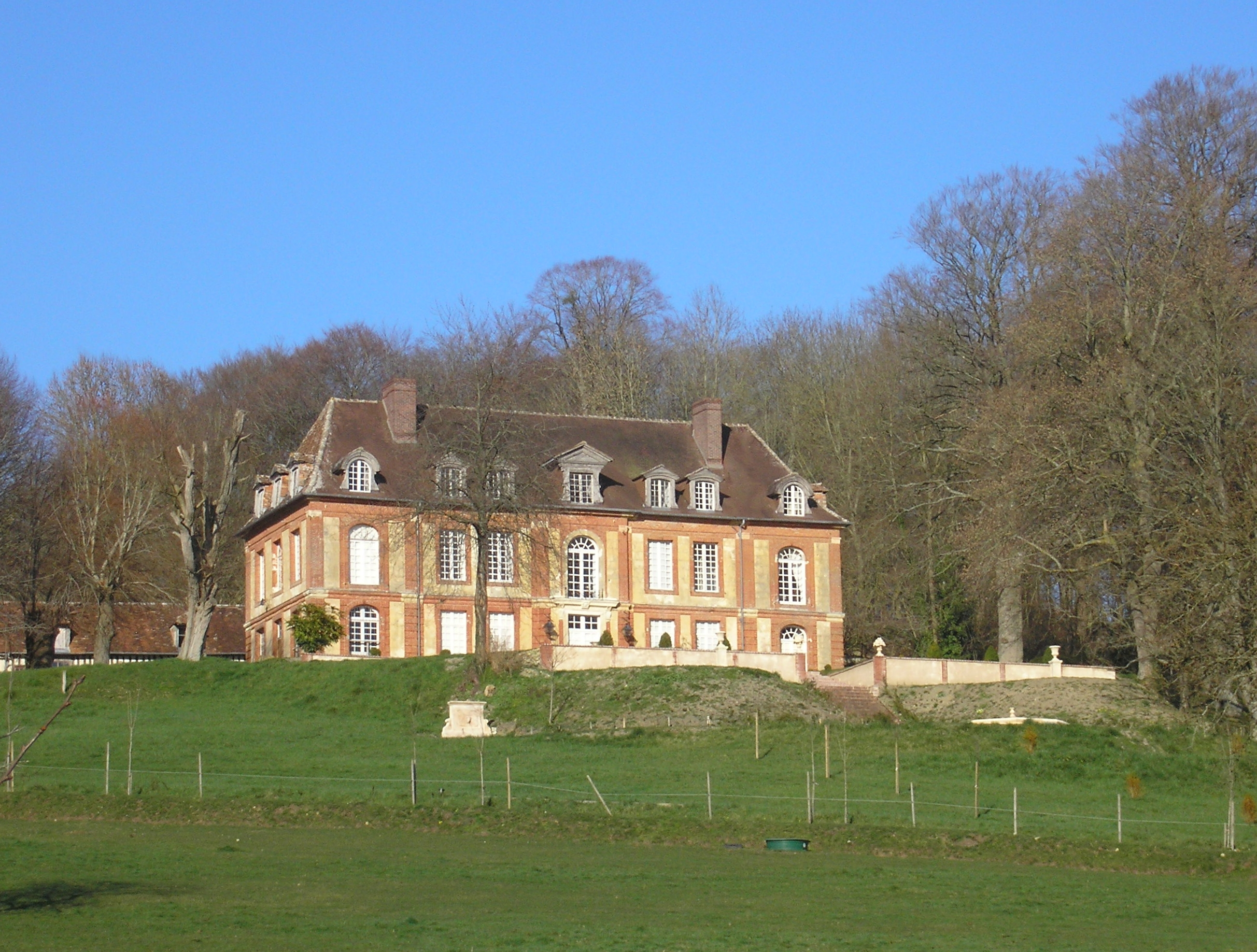
Le château de Gouvix.

## Activité et manifestations

### Jumelages
Minieri (ro) (Roumanie) depuis 2005.

## Personnalités liées à la commune
- Louis-Philippe-Auguste Rioult de Neuville (1770 à Courtonne-la-Meurdrac - 1848), homme politique, député du Calvados.
- Dominique Lefèbvre (1810 à Courtonne-la-Meurdrac - 1865), évêque français à Saïgon, apôtre de la Cochinchine.